# Тузла (озеро, Турция)
Тузла (тур. Tuzla Gölü) — бессточное горько-солёное озеро в Турции, находится на высоте 1054 м над уровнем моря в ильче Сарыоглан на севере иля Кайсери в Центральной Анатолии.
Водно-болотные угодья озера Тузла являются одними из важнейших в Турции, имея статус охраняемой природной территории на площади 478,55 км².
В Тузлу впадает несколько ручьёв: Дегирмен, Ерташпынар, Кёрпынар, Башпынар и Согукпынар. Также озеро подпитывается атмосферными осадками, подземными и паводковыми водами. Верхняя отметка высоты уровня воды в озере может достигать 1131 м над уровнем моря. В период межени с июня по октябрь вода в озере полностью испаряется, что приводит к формированию соляной корки толщиной в 10—15 см. Тузла — второе, после Туза, по величине солёное озеро в стране где ведётся добыча соли. Рапа и грязи используются в лечебных целях.